# 캔커피

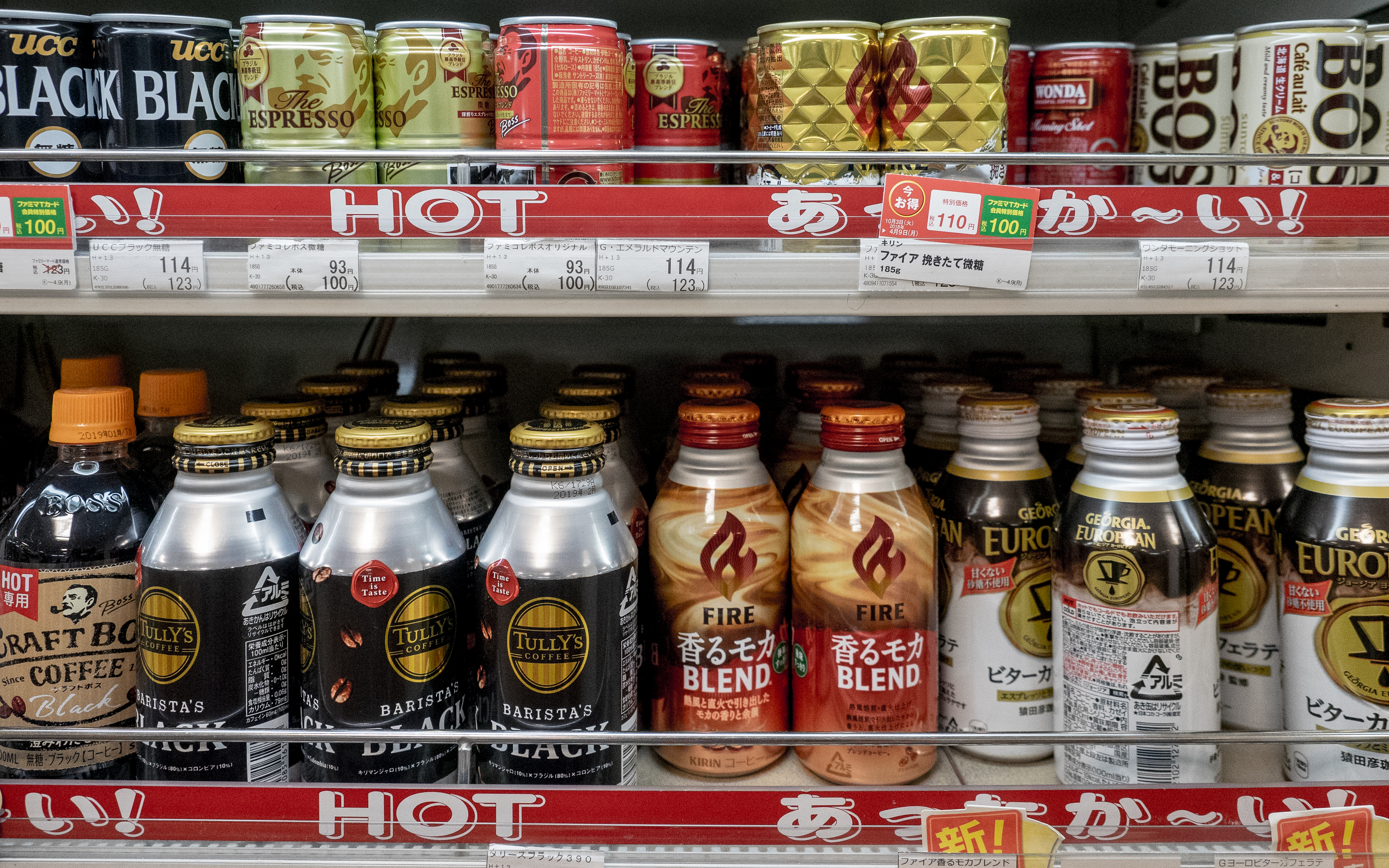

캔커피(영어: canned coffee, 일본어: 缶コーヒー 간코히[*])는 액체로 된 커피를 캔(깡통)에 넣어 판매하는 제품을 일컫는다. 서양보다는 일본에서 더 널리 제조·보급되기 시작한 제품이다.
언어적 측면으로 접근했을 시 캔커피(can coffee)는 일본어식 조어 영어이며, 본래의 영어 문법으로는 'canned coffee'가 맞는 말이다. 1950년대 ~ 1960년대에 서구 선진국과 일본에서 캔에 넣어 판매하는 음료가 대중적인 인기를 누렸다. 이 때 서구에서도 커피를 캔에 담아 판매하는 시도를 했으나, 시장의 반응을 얻지 못해 널리 보급되지 못했던 반면, 일본에서는 1960년대 후반 UCC 우에시마 커피에서 캔커피를 출시한 이후 큰 인기를 모았다. 특히 자동판매기의 보급과 함께 일본 내에서 캔커피 시장은 더욱 확대되었으며, 1975년 코카콜라 재팬에서 조지아라는 이름의 캔커피를 출시하는 등 많은 회사에서 캔커피 생산에 뛰어들어 경쟁 구도가 형성되었다.
이후 대한민국과 여러 아시아 국가에도 캔커피가 널리 보급되었으나 서양 여러 나라에는 여전히 전통적인 방법으로 커피를 마시는 것을 선호하기 때문에 별로 보급되지 않았다. 대한민국에는 1970년대에 시장에 처음 선을 보였으나, 본격적으로는 기존 인스턴트 커피 시장을 석권하던 동서식품에서 1985년 출시하면서 큰 인기를 모았고, 음료 시장에서 강세를 보이는 롯데칠성에서 1989년 레쓰비를 출시하면서 더욱 큰 인기를 모았다.